# Dekanat rostowski
Dekanat rostowski (ros. Ростовский деканат) – rzymskokatolicki dekanat diecezji św. Klemensa w Saratowie, w Rosji. W jego skład wchodzi 8 parafii.
Dekanat obejmuje obwód rostowski.

## Parafie dekanatu
- Azow – parafia św. Marka Ewangelisty
- Batajsk – parafia Świętego Krzyża i św. Stanisława
- Leningradskaja – parafia Jezusa Miłosiernego i św. Faustyny
- Nowoczerkask – parafia Wniebowzięcia Najświętszej Maryi Panny
- Szachty – parafia Matki Bożej Fatimskiej (obsługiwana przez księży z parafii Wniebowzięcia Najświętszej Maryi Panny w Nowoczerkasku)
- Rostów nad Donem – parafia Ostatniej Wieczerzy
- Taganrog – parafia Świętej Trójcy
- Wołgodońsk – parafia Świętej Rodziny i bł. Bolesławy (obsługiwana przez księży z parafii Wniebowzięcia Najświętszej Maryi Panny w Nowoczerkasku)